# Campionato europeo individuale di scacchi
Il Campionato europeo individuale di scacchi (in inglese European Individual Chess Championship) è una competizione continentale scacchistica organizzata da European Chess Union, che si tiene dal 2000 a cadenza annuale.
Oltre a determinare il campione europeo, è usato come fase di qualificazione per la Coppa del Mondo.

## Storia
Il primo torneo dal nome di "campionato europeo" fu disputato a Monaco di Baviera tra il 14 e il 26 settembre 1942, organizzato da Ehrhardt Post, a capo della Federazione scacchistica tedesca. Questo torneo non ha avuto tuttavia nessun riconoscimento ufficiale, in quanto né i giocatori ebrei né quelli provenienti da paesi in guerra con la Germania nazista furono ammessi a partecipare. Nonostante questo, erano presenti alcuni tra i più forti giocatori dell'epoca, come il campione del mondo Aleksandr Alechin, Paul Keres, Efim Bogoljubov e Gösta Stoltz, che ne hanno fatto, secondo chessmetrics.com, il più forte torneo tra il 1942 e il 1943. Il torneo, un girone all'italiana tra dodici giocatori, fu vinto da Alechin con 8,5 punti davanti a Keres (7,5) e Jan Foltys (7).
Dal 2000, in seguito alla riorganizzazione del campionato del mondo operata dalla FIDE, si iniziò a tenere l'attuale campionato europeo, i cui primi classificati si sarebbero qualificati per la fase finale. Dalla riunificazione del titolo mondiale del 2006 il campionato europeo non ha più alcun legame con il campionato del mondo, ma dà diritto alla partecipazione alla Coppa del Mondo, un torneo a eliminazione diretta organizzato dalla Federazione stessa.

## Caratteristiche
Il torneo è diviso in due sezioni, una open e una femminile, giocati con il sistema svizzero (ad eccezione del primo campionato femminile, che fu ad eliminazione diretta). Le prime edizioni furono giocate in due sedi separate, mentre dal 2006 al 2010 sono stati ospitati nella stessa città; dal 2011 si è ritornati alla separazione.
Per dirimere eventuali parità nel determinare le medaglie e i piazzamenti (necessari per la qualificazione) fu adottato nella prima edizione il sistema Buchholz, che fu sostituito poi da spareggi a tempo rapido e poi dalla performance Elo.
Essendo parte del ciclo del campionato mondiale, anche il campionato europeo è stato minato da alcune controversie legate a questo evento: il tempo di riflessione fu reso analogo a quello usato nel campionato del mondo (75 minuti per 40 mosse, 15 minuti per finire, più 15 secondi a mossa), cioè più breve di quello precedentemente usato, e che era indicato da alcuni come responsabile di un peggioramento degli scacchi giocati. In anni successivi, il tempo di flessione è stato aumentato a 90 minuti per 40 mosse, 30 minuti per finire, più 30 secondi a mossa. Inoltre, alcuni campionati del mondo, sebbene previsti (come quello del 2003) non furono giocati, rendendo inutili le qualificazioni ottenute nell'edizione del 2002.

## Risultati

### Torneo assoluto
| Anno | Luogo          | Oro                    | Argento               | Bronzo                | Partecipanti (turni) | Note     |
| ---- | -------------- | ---------------------- | --------------------- | --------------------- | -------------------- | -------- |
| 2000 | Saint Vincent  | Pavel Tregubov         | Aljaksej Aljaksandraŭ | Tomasz Markowski      | 120 (11)             | [5]      |
| 2001 | Ocrida         | Emil Sutovskij         | Ruslan Ponomarëv      | Zurab Azmaiparashvili | 203 (13)             | [6]      |
| 2002 | Batumi         | Bartłomiej Macieja     | Michail Gurevič       | Sergej Volkov         | 101 (13)             | [7]      |
| 2003 | Istanbul       | Zurab Azmaiparashvili  | Vladimir Malachov     | Alexander Graf        | 207 (13)             | [8]      |
| 2004 | Adalia         | Vasyl' Ivančuk         | Predrag Nikolić       | Lewon Aronyan         | 74 (13)              | [9]      |
| 2005 | Zegrze         | Liviu Dieter Nisipeanu | Teymur Rəcəbov        | Lewon Aronyan         | 229 (13)             | [10]     |
| 2006 | Kuşadası       | Zdenko Kožul           | Vasyl' Ivančuk        | Kiril Georgiev        | 138 (11)             | [11]     |
| 2007 | Dresda         | Vladislav Tkačëv       | Emil Sutovskij        | Dmitrij Jakovenko     | 403 (11)             | [12]     |
| 2008 | Plovdiv        | Sergej Tivjakov        | Sergey Movsesyan      | Sergej Volkov         | 323 (11)             | [13]     |
| 2009 | Budua          | Evgenij Tomaševskij    | Vladimir Malachov     | Baadur Džobava        | 306 (11)             | [14]     |
| 2010 | Fiume          | Jan Nepomnjaščij       | Baadur Džobava        | Artëm Timofeev        | 408 (11)             | [15]     |
| 2011 | Aix-les-Bains  | Vladimir Potkin        | Radosław Wojtaszek    | Judit Polgár          | 407 (11)             | [16]     |
| 2012 | Plovdiv        | Dmitrij Jakovenko      | Laurent Fressinet     | Vladimir Malachov     | 348 (11)             | [17]     |
| 2013 | Legnica        | Oleksandr Moïsejenko   | Evgenij Alekseev      | Evgenij Romanov       | 281 (11)             | [18]     |
| 2014 | Erevan         | Aleksandr Motylëv      | David Antón Guijarro  | Vladimir Fedoseev     | 258 (11)             | [19]     |
| 2015 | Gerusalemme    | Evgenij Naer           | David Navara          | Mateusz Bartel        | 250 (11)             | [20]     |
| 2016 | Gjakova        | Ėrnesto Inarkiev       | Ihor Kovalenko        | Baadur Džobava        | 245 (11)             | [21]     |
| 2017 | Minsk          | Maksim Matlakov        | Baadur Džobava        | Vladimir Fedoseev     | 397 (11)             | [22]     |
| 2018 | Batumi         | Ivan Šarić             | Radosław Wojtaszek    | Gawain Jones          | 302 (11)             | [23]     |
| 2019 | Skopje         | Vladislav Artem'ev     | Nils Grandelius       | Kacper Piorun         | 361 (11)             | [24]     |
| 2020 | Online         | Aleksej Sarana         | David Navara          | Gabriel Sargsyan      | 514 (8)              | [25][26] |
| 2021 | Reykjavík      | Anton Demčenko         | Vincent Keymer        | Aleksej Sarana        | 180 (11)             | [27]     |
| 2022 | Podčetrtek     | Matthias Bluebaum      | Gabriel Sargsyan      | Ivan Šarić            | 317 (11)             | [28]     |
| 2023 | Vrnjačka Banja | Aleksej Sarana         | Kirill Ševčenko       | Daniel Dardha         | 484 (11)             | [29]     |
| 2024 | Castellastua   | Aleksandar Inđić       | Daniel Dardha         | Frederik Svane        | 388 (11)             | [30]     |
| 2025 | Eforie Nord    | Matthias Bluebaum      | Frederik Svane        | Maxim Rodshtein       | 375 (11)             | [31]     |

### Torneo femminile
| Anno | Luogo                                             | Oro                                               | Argento                                           | Bronzo                                            | Partecipanti (turni)                              | Note                                              |
| ---- | ------------------------------------------------- | ------------------------------------------------- | ------------------------------------------------- | ------------------------------------------------- | ------------------------------------------------- | ------------------------------------------------- |
| 2000 | Batumi                                            | Natalja Žukova                                    | Ekaterina Kovalevskaja                            | Maia Chiburdanidze Tat'jana Stepovaja             | 32 (elim. dir.)                                   | [32]                                              |
| 2001 | Varsavia                                          | Almira Skripčenko                                 | Ekaterina Kovalevskaja                            | Ketevan Arachamija                                | 157 (11)                                          | [33]                                              |
| 2002 | Varna                                             | Antoaneta Stefanova                               | Lilit Mkrtchian                                   | Alisa Galljamova                                  | 114 (11)                                          | [34]                                              |
| 2003 | Istanbul                                          | Pia Cramling                                      | Viktorija Čmilytė                                 | Tat'jana Kosinceva                                | 113 (11)                                          |                                                   |
| 2004 | Dresda                                            | Aleksandra Kostenjuk                              | Peng Zhaoqin                                      | Antoaneta Stefanova                               | 108 (12)                                          | [35]                                              |
| 2005 | Chișinău                                          | Kateryna Lahno                                    | Nadežda Kosinceva                                 | Yelena Dembo                                      | 164 (12)                                          | [36]                                              |
| 2006 | Kuşadası                                          | Ekaterina Atalık                                  | Tea Bosboom-Lanchava                              | Lilit Mkrtchian                                   | 96 (11)                                           |                                                   |
| 2007 | Dresda                                            | Tat'jana Kosinceva                                | Antoaneta Stefanova                               | Nadežda Kosinceva                                 | 150 (11)                                          |                                                   |
| 2008 | Plovdiv                                           | Kateryna Lahno                                    | Viktorija Čmilytė                                 | Anna Ušenina                                      | 157 (11)                                          |                                                   |
| 2009 | San Pietroburgo                                   | Tat'jana Kosinceva                                | Lilit Mkrtchian                                   | Natal'ja Pogonina                                 | 168 (11)                                          | [37][38]                                          |
| 2010 | Fiume                                             | Pia Cramling                                      | Viktorija Čmilytė                                 | Monika Soćko                                      | 158 (11)                                          | [39]                                              |
| 2011 | Tbilisi                                           | Viktorija Čmilytė                                 | Antoaneta Stefanova                               | Elina Danielyan                                   | 130 (11)                                          | [40]                                              |
| 2012 | Gaziantep                                         | Valentina Gunina                                  | Tat'jana Kosinceva                                | Anna Muzyčuk                                      | 101 (11)                                          | [41][42]                                          |
| 2013 | Belgrado                                          | Hoang Thanh Trang                                 | Salome Melia                                      | Lilit Mkrtchian                                   | 169 (11)                                          |                                                   |
| 2014 | Plovdiv                                           | Valentina Gunina                                  | Tat'jana Kosinceva                                | Salome Melia                                      | 116 (11)                                          |                                                   |
| 2015 | Chakvi                                            | Natalja Žukova                                    | Nino Batsiashvili                                 | Alina Kašlinskaja                                 | 98 (11)                                           | [43]                                              |
| 2016 | Mamaia                                            | Anna Ušenina                                      | Sabrina Vega                                      | Antoaneta Stefanova                               | 112 (11)                                          | [44]                                              |
| 2017 | Riga                                              | Nana Dzagnidze                                    | Aleksandra Gorjačkina                             | Alisa Galliamova                                  | 144 (11)                                          | [45]                                              |
| 2018 | Vysoké Tatry                                      | Valentina Gunina                                  | Nana Dzagnidze                                    | Anna Ušenina                                      | 144 (11)                                          | [46]                                              |
| 2019 | Adalia                                            | Alina Kašlinskaja                                 | Marie Sebag                                       | Elisabeth Pähtz                                   | 130 (11)                                          | [47]                                              |
| 2020 | Non disputato a causa della Pandemia di COVID-19. | Non disputato a causa della Pandemia di COVID-19. | Non disputato a causa della Pandemia di COVID-19. | Non disputato a causa della Pandemia di COVID-19. | Non disputato a causa della Pandemia di COVID-19. | Non disputato a causa della Pandemia di COVID-19. |
| 2021 | Iași                                              | Elina Danielyan                                   | Julija Os'mak                                     | Oliwia Kiołbasa                                   | 117 (11)                                          | [48]                                              |
| 2022 | Praga                                             | Monika Soćko                                      | Günay Məmmədzadə                                  | Ulviyya Fataliyeva                                | 123 (11)                                          | [49]                                              |
| 2023 | Castellastua                                      | Meri Arabidze                                     | Oliwia Kiołbasa                                   | Aleksandra Mal'cevskaja                           | 136 (11)                                          | [50]                                              |
| 2024 | Rodi                                              | Ulviyya Fataliyeva                                | Nataliya Buksa                                    | Lela Javakhishvili                                | 182 (10)                                          | [51]                                              |
| 2025 | Rodi                                              | Teodora Injac                                     | Irina Bulmaga                                     | Mai Narva                                         | 136 (11)                                          | [52]                                              |